# Hovophileurus strigipennis
Hovophileurus strigipennis är en skalbaggsart som beskrevs av Leon Fairmaire 1905. Hovophileurus strigipennis ingår i släktet Hovophileurus och familjen Dynastidae. Inga underarter finns listade i Catalogue of Life.